# Jorge Icaza
Jorge Icaza, il cui nome completo è Jorge Icaza Coronel (Quito, 10 luglio 1906 – Quito, 26 maggio 1978), è stato uno scrittore e drammaturgo ecuadoriano.

## Biografia
Dopo aver studiato musica al Conservatorio e medicina alla Universidad Central del Ecuador a Quito, Icaza esordì come attore nella compagnia teatrale universitaria, per la quale diede il suo contributo come autore, ponendo al centro delle sue opere tematiche sociali, quali il potere della burocrazia (Comedia sin nombre, 1929), oppure l'infedeltà coniugale (El intruso, 1928) ed il parricidio (¿Cuál es?, 1931).

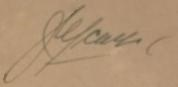
Firma di Jorge Icaza

Icaza dopo aver letto con entusiasmo le opere degli scrittori russi Gogol', Dostoevskij, Tolstoj, si impegnò nella narrativa realizzando il suo primo lavoro intitolato Burro de la sierra (1933) e contemporaneamente firmò articoli come redattore dapprima per la rivista Claridad e successivamente per Cholos.

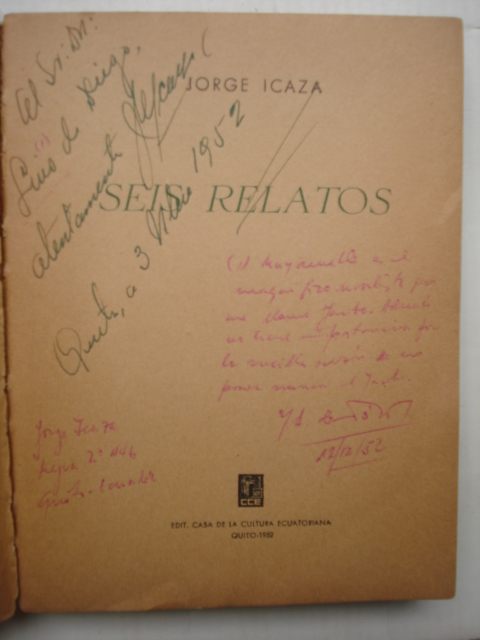
Copertina di Seie Relatos con dedica di Jorge Icaza

L'anno seguente Icaza realizzò il suo capolavoro letterario, intitolato Huasipungo (1934), ispirato sia ai politici del suo Paese sia alle oppressioni subite dalla comunità indios ad opera dei proprietari terrieri. Icaza conobbe gli indios già nell'infanzia durante il suo soggiorno presso lo zio materno.
Questo romanzo ottenne un grandissimo successo in tutto il mondo e fu tradotto in quaranta lingue. Lo stile con cui Icaza caratterizzò il linguaggio e il modo di scrivere di Huasipungo fu il realismo.
Le opere successive di Icaza, novelle, racconti, romanzi e drammi, talvolta basate su approfondimenti psicologici, seppur non raggiungendo il successo, la qualità letteraria, i vertici poetici e di sentimenti di Huasipungo, confermarono comunque questo scrittore come uno dei più importanti dell'America centrale e meridionale.
Le tematiche fondamentali presenti nella narrativa di Icaza furono incentrate sull'assoggettamento degli indios, sulla denuncia delle loro condizioni sociali critiche, sulla descrizione di personaggi ed eroi, e sulla vita quotidiana del popolo.
Icaza oltreché come scrittore si distinse anche per l'attività diplomatica, difatti fu ambasciatore del suo paese in Perù, in Unione Sovietica, in Polonia e in Germania, oltreché per la direzione della Biblioteca Nacional di Quito, per il contributo alla fondazione della Casa de la Cultura Ecuatoriana, per il ruolo di docente universitario a Quito.
Icaza stava completando la stesura del suo ultimo romanzo, intitolato Los Jauregui y la milagrosa, quando dovette soccombere ad un cancro allo stomaco, che lo portò alla morte il 28 maggio del 1978.

## Opere
| Genere letterario | Titolo                         | Anno di pubblicazione |
| ----------------- | ------------------------------ | --------------------- |
| Dramma            | ¿Cuál es? e Como ellos quieren | 1931                  |
| Dramma            | Sin sentido                    | 1931                  |
| Dramma            | Barro de la sierra             | 1933                  |
| Romanzo           | Huasipungo                     | 1934                  |
| Novella           | En las calles                  | 1935                  |
| Novella           | Flagelo                        | 1936                  |
| Novella           | Cholos                         | 1937                  |
| Novella           | Media vida deslumbrados        | 1942                  |
| Novella           | Huairapamushcas                | 1948                  |
| Novella           | El chulla Romero y Flores      | 1958                  |
| Antologia         | Obras escogidas                | 1961                  |
| Racconto          | Relatos                        | 1969                  |
| Racconto          | Atrapados                      | 1972                  |